# Olimpijski Kompleks Sportowy Raubicze
Olimpijski Kompleks Sportowy Raubicze (Raubiczy, Raubiczi) – duże centrum sportowe niedaleko Mińska na Białorusi.
Otwarty w roku 1974, specjalnie na mistrzostwa świata w biathlonie. Zlokalizowany jest 20 km od centrum stolicy Białorusi, Mińska i 25 km od Portu lotniczego «Mińsk». Na zawodach wielkiej rangi ośrodek gromadzi nawet 100 tysięcy widzów.
Przygotowują się tutaj zawodnicy startujący w ponad 20 dyscyplinach sportowych, zarówno letnich, jak i zimowych.
Centrum dysponuje trasami biegowymi dla narciarzy i biathlonistów, które odpowiadają standardom światowym. Na specjalnie przygotowanym stoku, mogą trenować zawodnicy uprawiający freestyle. Zbudowany jest także tor dla jeżdżących na rolkach. W Raubiczach mogą ćwiczyć także piłkarze, siatkarze, koszykarze oraz tenisiści.

## Skocznia narciarska
Skoczkowie narciarscy mają do dyspozycji trzy obiekty: K20, K45 oraz K74. Są to jedyne skocznie narciarskie na Białorusi. Nie są one jednak skoczniami nowoczesnymi – na przykład brakuje wind do wjazdu na szczyt skoczni.
Zimą na skoczniach odbywają się treningi, zaś gdy nie ma śniegu, produkuje się go za pomocą armatek śnieżnych, specjalnie w tym celu zakupionych na zachodzie Europy.
Największa ze skoczni posiada maty igelitowe, co pozwala na oddawanie skoków przez cały rok.
Obiekty wykorzystywane są przez skoczków z Mińska (m.in. Maksim Anisimau), a także zawodników z miejscowego klubu COR Raubicze, którego najsławniejszym przedstawicielem w dziedzinie skoków jest obecnie Piotr Czaadajew.

## Centrum biathlonowe
Pierwszą imprezą rangi międzynarodowej na tym obiekcie były Mistrzostwa Świata w Biathlonie, rozegrane w 1974 r.
Był to główny ośrodek biathlonowy Związku Radzieckiego. Rozegrano tutaj także mistrzostwa świata w 1982 oraz w 1989.
Po uzyskaniu niepodległości przez Białoruś najważniejszymi zawodami rozegranymi w Raubiczach były Letnie Mistrzostwa Świata, gdzie brązowy medal zdobyła Magdalena Grzywa.
W latach 2000 obiekty biathlonowe zostały zmodernizowane, a w 2004 r. odbyły się tam Mistrzostwa Europy.
Istnieją plany organizacji zawodów Pucharu Świata.